# 山梨県の資格者配置路線
山梨県の資格者配置路線（やまなしけんのしかくしゃはいちろせん）とは、交通誘導警備業務に関し、道路又は交通の状況により、山梨県公安委員会が道路における危険を防止するため必要と認める路線である。当該路線で交通誘導警備業務を実施するにあたっては、交通誘導警備業務を実施する場所ごとに、交通誘導警備業務1級検定又は2級検定の合格証明書の交付を受けた警備員を1名以上配置しなければならない。

## 告示・施行
- 2006年11月30日：告示　　山梨県公安委員会告示第124号
- 2007年6月1日：施行

## 路線一覧
|   | 路線名    | 区間         |
| - | --------- | ------------ |
| 1 | 国道20号  | 山梨県の全域 |
| 2 | 国道52号  | 山梨県の全域 |
| 3 | 国道137号 | 山梨県の全域 |
| 4 | 国道138号 | 山梨県の全域 |
| 5 | 国道139号 | 山梨県の全域 |
| 6 | 国道140号 | 山梨県の全域 |
| 7 | 国道141号 | 山梨県の全域 |
| 8 | 国道358号 | 山梨県の全域 |